# Hazza Bin Zayed Stadium
Hazza Bin Zayed Stadium – stadion piłkarski w Al-Ajn, w Zjednoczonych Emiratach Arabskich. Budowa obiektu rozpoczęła się w lipcu 2012 roku i trwała do końca 2013 roku. Inauguracja obiektu miała miejsce 23 stycznia 2014 roku. Pojemność stadionu wynosi 25 000 widzów. Swoje spotkania rozgrywają na nim piłkarze klubu Al-Ain FC. Przed otwarciem nowego stadionu drużyna korzystała z Tahnoun Bin Mohammed Stadium oraz Sheikh Khalifa International Stadium.